# Бонна Люксембургская

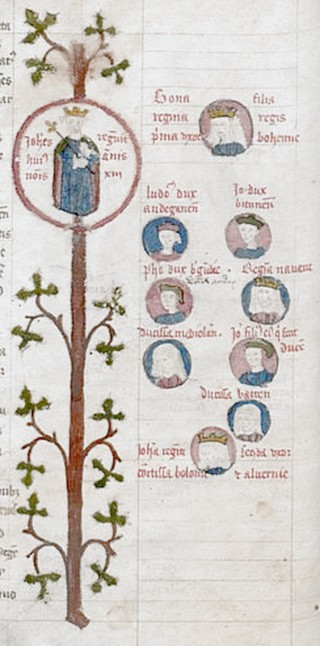
Фамильное древо Бонны Люксембургской по отцовской линии

Бонна (также Бона или Йитка) Люксембургская (фр. Bonne de Luxembourg, чеш. Jitka Lucemburská; 20 мая 1315, Прага — 11 сентября 1349, Мобюиссон, метрополия Франции) — герцогиня Нормандии, графиня Анжу и Мэна в 1332 — 1349 годах, дочь Иоанна I Люксембургского, графа Люксембурга, короля Чехии и Польши. Бонна была супругой наследника французского престола, в последующем короля Франции Иоанна II Доброго, и матерью короля Франции Карла V. По рождению принадлежала к династии Люксембургов, по замужеству — к династии Валуа.
Известна также как Бонна Богемская, на родине — в Чехии — как Йитка Люксембургская.

## Семья и ранние годы
Родилась 20 мая 1315 года, была второй дочерью Иоганна Люксембургского, также известного как Иоанн Слепой — графа Люксембурга, короля Чехии, титулярного короля Польши и его первой супруги королевы Елизаветы Богемской. При рождении получила чешское имя Йитка (чеш. Jitka), в западноевропейских источниках передаваемое как Юдифь или Ютта (Jutta).
Внучка императора Священной Римской империи Генриха VII, старшая сестра богемского принца Вацлава, ставшего впоследствии, уже после её смерти, императором Священной Римской империи Карлом IV.
В детстве была помолвлена с наследником польского престола, будущим королём Польши Казимиром III, однако в 1322 году помолвка была расторгнута.
В контексте военно-политического сближения Иоанна Люксембургского с королём Франции Филиппом VI, произошедшего в конце 1320-х — начале 1330-х годов, была достигнута договоренность о браке Йитки с наследником французского престола Иоанном, имевшим к тому времени титулы герцога Нормандского, графа Анжуйского и Мэнского — который был младше богемской принцессы на четыре года. Первоначально Иоанну прочили в жёны сестру короля Англии — Элеонору Вудсток, которая должна была принести в приданое земли в Гиени. Однако французский король сделал окончательный выбор в пользу своего нового союзника .
Сумма приданого составляла 120 000 флоринов. Непосредственно перед свадьбой чешское имя невесты было изменено на Бонна (фр. Bonne, буквально — хорошая). В европейской историографии также встречается латинский вариант её имени — Бона (лат. Bona).

## Свадьба
Свадьба семнадцатилетней богемской принцессы и тринадцатилетнего французского наследника состоялась 28 июля 1332 года во французском городе Мелён (фр. Melun, в настоящее время — юго-восточный пригород Парижа), в местном соборе Нотр-Дам в присутствии около 6 000 гостей. Торжествам был придан особый размах (продолжались два месяца) с учётом того, что вскоре после бракосочетания Иоанн был посвящён в рыцари.

## Жизнь во Франции
Рождение первенца — будущего короля Франции Карла Пятого — состоялось только 21 января 1338 года, однако в последующем Бонна рожала практически ежегодно. В итоге в браке родилось 11 детей. Две дочери — Агнесса и Маргарита умерли до достижения совершеннолетия, а две другие — в младенчестве.
Дети Бонны Люксембургской:
- Бланка (1336—1336).
- Карл V Мудрый (21 января 1338 — 16 сентября 1380).
- Екатерина (1338—1338).
- Людовик I Анжуйский (23 июля 1339 — 20 сентября 1384).
- Жан Беррийский (30 ноября 1340 — 15 июня 1416).
- Филипп II Смелый Бургундский (17 января 1342 — 27 апреля 1404).
- Жанна Французская (24 июня 1343 — 3 ноября 1373).
- Мария Французская (12 сентября 1344 — октябрь 1404).
- Агнесса (1345—1349).
- Маргарита (1347—1352).
- Изабелла Валуа (1 октября 1348 — 11 сентября 1372).

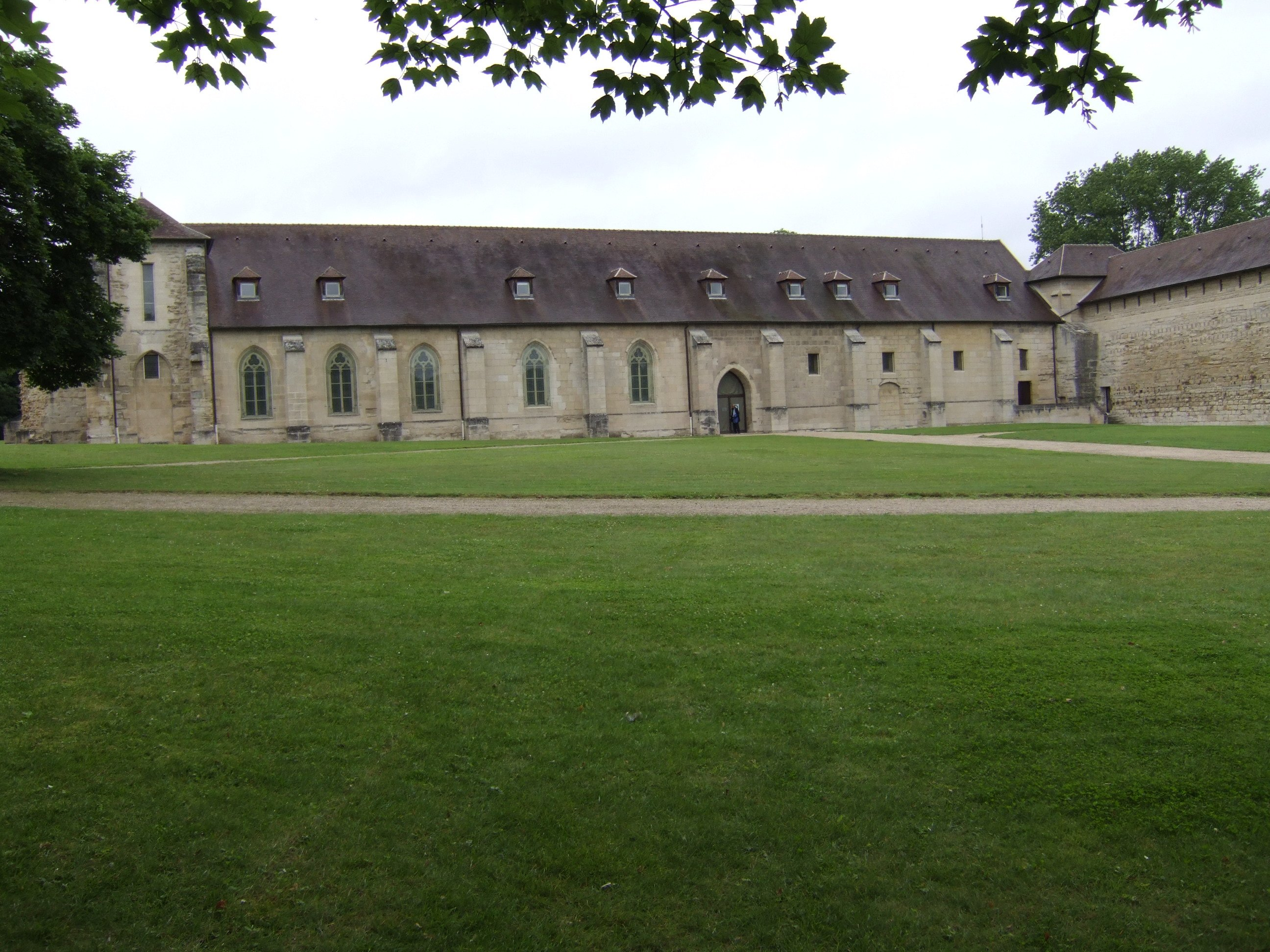
Аббатство Мобюиссон — место кончины и захоронения Бонны

Бонна имела репутацию покровительницы искусств. Фаворитом герцогини был, в частности поэт и композитор Гийом де Машо (фр. Guillaume de Machaut), бывший секретарь её отца.
Умерла 11 сентября 1349 года от бубонной чумы во время пандемии, известной как «Чёрная смерть», в аббатстве Мобюиссон, где и была похоронена. Через полгода после смерти Бонны, в феврале 1350 года, Иоанн женился вторично — на Жанне, дочери графа Гийома XII Овернского, а ещё через полгода, в сентябре 1350 года, был коронован на французский престол под именем Иоанна II.
Спустя несколько лет Бонна упоминается в «Обвинительном заключении в отношении Робера Ле Кока, епископа Лаонского». Согласно пункту 18 этого документа, епископ Лаонский «из-за жуткой ненависти к королю [Иоанну]» утверждал, среди прочего, что последний «убил свою жену». У историков нет причин сомневаться в естественной смерти Бонны, но отношения между супругами, видимо, были прохладными, так как Иоанн был слишком увлечён своим фаворитом Карлом де ла Серда. Уже после смерти жены, в ноябре 1350 года, Иоанн приказал казнить без суда и следствия коннетабля Рауля де Бриенна. Возможно, Бриенн погиб из-за слухов о его любовной связи с Бонной.

## Историческое и культурное наследие

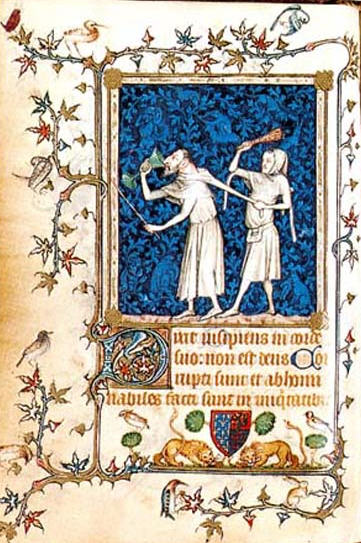
Иллюстрированная страница из псалтыря Бонны Люксембургской

Наиболее известной исторической реликвией, связанной с Бонной Люксембургской, является изготовленная специально для неё молитвенная книга — псалтырь и часослов. В соответствии с наиболее распространённым мнением, книга создана известным французский мастером середины XIV века Жаном Лануаром (фр. Jean Le Noir), вероятно, при участии дочери и учеников. Среди иллюстраций книги не только классические библейские сюжеты, но и изображения Бонны, её мужа Иоанна и других исторических личностей. Псалтырь выполнен в модной в тот момент технике иллюминирования. Книга хранится в Нью-Йоркском Музее Изящных Искусств Метрополитен.
Бонна Люксембургская упоминается в произведениях Мориса Дрюона, в частности, в романе «Когда король губит Францию» . Она также вскользь упомянута в романе Дрюона «Лилия и лев»:
Летом 1332 года Филипп VI оженил своего старшего сына Иоанна, герцога Нормандского, 
на дочери короля Богемии Бонне Люксембургской. «Ах, так вот почему Иоганн Люксембургский 
велел своему родичу выставить меня из Брабанта, — решил Робер, — вот какой ценой оплатили 
его услуги!» По рассказам очевидцев, празднества в честь этого бракосочетания, состоявшегося 
 в Мелене, пышностью своей превосходили все пиры и торжества, бывавшие доселе.Морис Дрюон «Лилия и Лев»»